# Scuola di Yale
Con Scuola di Yale, dal nome dell'omonima università americana, si indica un gruppo di pensatori che si contrappongono all'approccio critico strutturalista, e nella quale prende forma la teoria decostruzionista di Jacques Derrida, primo ad utilizzare il termine decostruzione. Secondo Derrida, decostruire significa mostrare le intime discrasie di un testo, ma mentre lo Strutturalismo frammenta il testo per mostrarne il funzionamento, la decostruzione mette in luce il sistema di opposizione su cui si basa la tradizione filosofica occidentale. Particolare attenzione è rivolta alla mislettura (in inglese, misreading), ovvero ai fraintendimenti a cui inevitabilmente viene sottoposto un testo nel corso della sua fruizione.
Sebbene in diversa maniera, tra i fondatori degli Yale's Critics si ricordano Geoffrey Hartman, J. Hillis Miller, Paul de Man e Harold Bloom. Gli esordi del gruppo si devono far risalire al 1966 e, in seguito, le sue posizioni in materia di critica letteraria si amplificheranno fino a divenire dominanti negli Stati Uniti, e non solo. Al decostruzionismo di Derrida si rifarà anche la critica bengalese Gayatri C. Spivak.
Nonostante il gruppo non sia uniforme e compatto, al cui interno compaiono personalità differenti, in linea generale, si può sostenere che il punto unificante di tutti gli approcci critici della Scuola di Yale si possa riassumere nella convinzione che il testo contenga in se stesso le proprie modalità di decostruzione. Tale decostruzione, inoltre, si porrebbe agli antipodi con la critica ermeneutica, la quale reputa la comprensione dei testi garantita dalla tradizione. 
Tra le posizioni più interessanti si possono segnalare quelle di:
- Harold Bloom, il quale rivendica la creatività della critica e pone il critico alla stregua di un poeta, entrambi sottoposti all'influenza del peso dei grandi scrittori del passato;
- Paul de Man, secondo il quale i due livelli di un testo, retorico e letterale, costituiscono un arricchimento per il senso complessivo e la cui presenza non deve essere intesa come un conflitto, anche perché è impossibile stabilire quale tra i due livelli prevalga sull'altro.